# Сафонов, Леонид Алексеевич
Леони́д Алексе́евич Сафо́нов (14 марта 1947 — 2 января 2019) — советский и российский дипломат. Чрезвычайный и полномочный посол (1996).

## Биография
В 1970 году окончил Московский государственный институт международных отношений. Владел суахили и английским языками.
В системе МИД с 1970 года Работал на различных дипломатических должностях в центральном аппарате Министерства и за рубежом.
- В 1970—1974 годах — стажёр, атташе Посольства СССР в Уганде.
- В 1978—1984 годах — второй, первый секретарь Посольства СССР в Кении.
- В 1987—1991 годах — советник Посольства СССР в США.
- В 1992—1994 годах — заместитель начальника управления, первый заместитель начальника управления, начальник управления Департамента Африки и Ближнего Востока.
- В 1994—1996 годах — директор Департамента Африки МИД России.
- С 8 августа 1996 по 24 июля 2001 года — чрезвычайный и полномочный посол Российской Федерации в Республике Зимбабве и по совместительству в Республике Малави[1][2].
- В 2001—2002 годах — посол по особым поручениям МИД России.
- В 2002—2004 годах — директор Департамента безопасности МИД России.
- С 26 августа 2004 по 27 августа 2010 года — чрезвычайный и полномочный посол Российской Федерации в Объединённой Республике Танзании[3][4].

С августа 2010 года был на пенсии. Скончался 2 января 2019 года.

## Дипломатический ранг
- Чрезвычайный и полномочный посланник 2 класса (16 октября 1992)[5].
- Чрезвычайный и полномочный посланник 1 класса (24 января 1994)[6].
- Чрезвычайный и полномочный посол (8 августа 1996)[7].

## Награды и почётные звания
- Почётный работник Министерства иностранных дел Российской Федерации[8].